# Кейси, Билл
Билл Ке́йси (Bill Casey; род. 19 февраля 1945, Амхерст, Новая Шотландия) — канадский политик, до 2009 представлявший новошотландский округ Камберленд — Колчестер — Маскодобит-Вэлли.

## Биография
Сначала Билл Кейси представлял Прогрессивно-консервативную партию Канады, затем — её преемницу, Консервативную партию Канады, до 5 июня 2007, когда он был исключён из кокуса этой партии за то, что проголосовал против бюджета правительства. Несмотря на это исключение, он был переизбран подавляющим большинством в качестве независимого кандидата на выборах 2008. 
18 ноября 2014 года Кейси объявил, что будет баллотироваться на предстоящих федеральных выборах в качестве кандидата от Либеральной партии. Вернулся в федеральную политику на выборах 2015 года, легко победив как кандидат уже от Либеральной партии Канады представителя Консервативной партии Скотта Армстронга. В сентябре 2018 года Кейси объявил, что не будет баллотироваться на выборах 2019 года.